# エイト・デイズ・ア・ウィーク
「エイト・デイズ・ア・ウィーク」（Eight Days a Week）は、ビートルズの楽曲である。レノン＝マッカートニーの作品で、ポール・マッカートニーのアイデアをベースにジョン・レノンと2人で書いた。イギリスでは1964年12月4日に発売された4作目のイギリス盤公式オリジナル・アルバム『ビートルズ・フォー・セール』のB面1曲目に収録され、アメリカではシングル盤として発売され、Billboard Hot 100で第1位を獲得するなどのヒットを記録した。
2016年9月22日には本曲のタイトルを冠したドキュメンタリー映画『ザ・ビートルズ〜EIGHT DAYS A WEEK - The Touring Years』が公開された。映画内にはレコーディング風景も含まれており、エンディング曲としても使用されている。

## 背景
曲のタイトルについて、マッカートニーは2つの異なる由来を語っている。1984年の『プレイボーイ』誌のインタビューでは、当時多忙を極めていたグループの実情を、リンゴ・スターが「週に8日も仕事だなんて…」と嘆いていたのがきっかけだとマッカートニーが語っている。その後、『ザ・ビートルズ・アンソロジー』では、当時ウェイブリッジにあったレノンの家に向かう際に、マッカートニーが車の運転手に忙しいかどうかを尋ねた際に運転手が発した「週に8日も働かされてるよ」という言葉が元になっていると語っている。
楽曲はマッカートニーのアイデアをベースとして、ジョン・レノンとの2人で書かれた。このことについて、1980年にレノンは「『エイト・デイズ・ア・ウィーク』は『ヘルプ!』というタイトルを思いつくまで、あの映画『ヘルプ!』の仮りのタイトルだった。ぼくもかなり手伝ったけど、これはもっぱらポールのたまものだ」と語っている。
後述のようにアメリカでヒットした楽曲であるが、メンバーは本作をよく思っておらず、とくにレノンは「お粗末な曲」と酷評している。このため、バンド活動期でのライブ演奏は、1965年4月3日に放送されたイギリス向けのITVシリーズ『Thank Your Lucky Stars』で披露（マイム演奏）されたのみで、それ以外の番組やコンサートでは一切演奏されなかった。発表から50年近く経った2013年、ポール・マッカートニーが「アウト・ゼアー」ツアーでオープニング・ナンバーとして演奏し、ライブ初披露となった。

## レコーディング
この曲は1964年10月6日にEMIレコーディング・スタジオのスタジオ2にて録音が開始された。テイク1はアコースティック・ギターでのシンプルな演奏で、テイク2は「Oo」のコーラスから始まるアレンジとなっており、テイク6でギターのイントロに変更された。10月18日に曲のエンディング部分が録音され、これが10月6日に録音されたテイク13に繋げられて完成した。
完成した曲はイントロは、ビートルズの楽曲では初となるフェード・インで、同時にポップ・ソングにフェード・インが採り入れられた初の例でもある。後に発売された『リボルバー』に収録の「アイ・ウォント・トゥ・テル・ユー」でも採用された。マッカートニーは、イントロとエンディングで、ベースによる三連符弾きをしている。トラック上の楽器は、アコースティック・ギター、エレクトリック・ギター、ベース、ドラム、そしてオーバー・ダビングで加えられたハンドクラップで構成されている。フェードインとコーダには、ジョージ・ハリスンがリッケンバッカー・360/12で演奏したフレーズがオーバー・ダビングされている。

## リリース
「エイト・デイズ・ア・ウィーク」は、イギリスで1964年12月4日に発売されたオリジナル・アルバム『ビートルズ・フォー・セール』のB面1曲目に収録された。
アメリカでは、1965年2月15日にシングル曲としてリリースされた（B面は「パーティーはそのままに」）。1965年3月13日付のBillboard Hot 100で第1位を獲得し、2週連続で第1位を独占した。『ビルボード』誌の1965年度年間ランキングでは第36位を記録。『キャッシュボックス』誌では3週連続第1位を記録し、年間ランキング55位だった。アメリカでは100万枚以上のセールスを記録している。後にキャピトル・レコードから発売されたアルバム『ビートルズ VI』に収録された。
日本では、1965年2月5日に発売されたシングル盤『ノー・リプライ』のB面曲としてリカットされ、オランダでは「ノー・リプライ」との両A面シングルとして発売された。

## クレジット
- ジョン・レノン - リード・ボーカル、アコースティック・ギター（リズムギター）、ハンドクラップ（英語版）
- ポール・マッカートニー - リード・ボーカル、ベース、ハンドクラップ
- ジョージ・ハリスン - バッキング・ボーカル、リードギター（リッケンバッカー・360/12）[12]、ハンドクラップ
- リンゴ・スター - ドラム、ハンドクラップ

## チャート成績

### 週間チャート
| チャート (1965年)                                                     | 最高位 |
| --------------------------------------------------------------------- | ------ |
| ベルギー (Ultratop 50 Wallonia)                                       | 28     |
| ベルギー (Ultratop 50 Flanders)                                       | 9      |
| Canada Top 40 (RPM)                                                   | 1      |
| オランダ (Single Top 100) 「ベイビーズ・イン・ブラック」との両A面扱い | 1      |
| US Billboard Hot 100                                                  | 1      |
| US Cash Box Top 100                                                   | 1      |
| 西ドイツ (Media Control Singles Chart)                                | 5      |

### 年間チャート
| チャート (1965年)    | 最高位 |
| -------------------- | ------ |
| US Billboard Hot 100 | 55     |
| US Cash Box          | 55     |

## 認定
| 国/地域                                             | 認定 | 認定/売上数 |
| --------------------------------------------------- | ---- | ----------- |
| アメリカ合衆国 (RIAA)                               | Gold | 1,000,000^  |
| * 認定のみに基づく売上数 ^ 認定のみに基づく出荷枚数 |      |             |

## カバー・バージョン
- ザ・ランナウェイズ - 1978年に発売されたアルバム『And Now... The Runaways』に収録された[26]。
- 佐藤博 - 1984年に発売されたアルバム『SAILING BLASTER』に収録。
- ザ・パンクルズ - 1988年に発売されたアルバム『Punkles』に収録された[27]。
- ロリー・モーガン（英語版） - 1989年に発売されたアルバム『Leave the Light On』に収録された[28]。
- つんく♂ - 2000年に発売されたNHK-BSでの企画によるビートルズのカバー・アルバム『A HARD DAY'S NIGHT つんくが完コピーやっちゃったヤァ!ヤァ!ヤァ! Vol.1』に収録[29]。
- ケン・ナヴァロ（英語版） - 2012年に発売されたアルバム『The Test of Time』に、同じくビートルズのカバー曲「涙の乗車券」、「デイ・トリッパー」とのメドレー形式で収録[30]。